# Via Transilvanica
Via Transilvanica este un traseu de lungă distanță, de drumeții tematice și de anduranță din România, cu o lungime totală de 1.420 km, care începe la Mănăstirea Putna, străbate 10 județe, peste 400 de comunități și 12 situri incluse în Patrimoniul Mondial UNESCO și se termină la Turnu Severin. Drumul promovează diversitatea culturală, etnică, istorică și naturală a Transilvaniei, Bucovinei și Banatului montan. A fost construit între 2018 și 2022, cu designul și concepția sa puternic inspirate de căile istorice ale pelerinilor și traseele de drumeții, cum ar fi Drumul Sfântului Iacob și Traseul Appalachian. Traseul poate fi parcurs pe jos, cu bicicleta sau călare. Deviza traseului Via Transilvanica este „Drumul care unește”.
Via Transilvanica se distinge de majoritatea traseelor de drumeții europene prin biodiversitatea sa ridicată, varietatea peisajelor naturale precum și prin moștenirea rurală și modul tradițional de viață păstrat încă în România. Arhitectura și cultura regiunii au fost modelate de români, secui, sași și alte naționalități, ceea ce o face și diversă pentru drumeții din România și din alte țări.

## Istoric
Amenajarea traseului a fost inițiată de Asociația Tășuleasa Social (președinte al asociației fiind Alin Uhlmann Ușeriu), organizație neguvernamentală cu sediul în județul Bistrița‑Năsăud, care a folosit ca model organizarea traseelor de pelerinaj precum Drumul Sfântului Iacob. Instalarea marcajelor a fost făcută în mai multe etape între anii 2018 și 2022:
- În 2018 au fost inaugurați primii 134 km pe raza județului Bistrița-Năsăud;[9][10]
- În 2019 au fost marcate secțiunile de drum din județele Suceava (137 km) și Mehedinți (98 km);[11][12][13][14]
- În 2020 s-au mai finalizat traseele din județele Mureș, Harghita, Brașov și Sibiu, totalul de drum marcat ajungând la aproximativ 800km;[15][16]
- În 2021 s-a finalizat traseul prin județul Caraș-Severin (250 km), totalul amenajat ajungând la 1.077 de kilometri;[17]
- În 2022 se finalizează implementarea prin completarea marcajelor din județele Hunedoara (150 km) și Alba și traseul complet e inaugurat în 8 octombrie.[18][19]

Aproximativ 830 km au fost finanțați prin donații, sponsorizări și parteneriate cu companii. O parte din drum s-a realizat prin donarea profitului obținut din vânzarea cărții „27 de pași” a lui Tiberiu Ușeriu, unul dintre principalii ambasadori ai Via Transilvanica.
La pregătirea traseului au participat sute de voluntari, iar la promovarea proiectului au participat ultramaratonistul Tiberiu Ușeriu, actorii Marcel Iureș și  Pavel Bartoș, fostul principe Nicholas Medforth-Mills, jurnaliștii Andreea Esca și Andi Moisescu, activistul Dragos Bucurenci, tenismenul Horia Tecău, filosoafa Mihaela Miroiu, realizatorul britanic TV Charlie Ottley și scriitorul Eduard Schneider. 

Christine Thürmer, drumeață germană de lungă distanță și autoare de non-ficțiune, este prima femeie care a parcurs singură, cu cortul, întreaga Via Transilvanica și a promovat-o la televiziunea germană și în scris. Una dintre cărțile sale a apărut în limba română, cu titlul Drumeții de lungă distanță, în 2023, iar întregul beneficiu în urma publicării cărții, l-a donat Asociației Tășuleasa Social, care se ocupă, între altele, de lucrările de întreținere a căii care unește, Via Transilvanica.
În anul 2020 s-a estimat că traseul Via Transilvanica a fost vizitat de aproximativ 1.500 de oameni.
Gabriela Ctn („FataCuCortul”) a devenit prima româncă și a doua femeie care a parcurs, în întregime, singură, cu cortul, Via Transilvanica, în vara anului 2023.
În 2023 a primit Premiul Europa Nostra la categoria „Implicarea și conștientizarea cetățenilor” din partea asociației Europa Nostra și a Comisiei Europene. Premiul a fost primit la Timișoara, la începutul lunii septembrie 2023.
La 28 septembrie 2023, în cadrul reuniunii la vârf a Patrimoniului Cultural European, desfășurate la Veneția (Italia), au fost sărbătoriți, într-o ceremonie, câștigătorii Premiilor Europene pentru Patrimoniu / Premiilor Europa Nostra 2023, în prezența mezzosopranei Cecilia Bartoli, președintele Europa Nostra, și a lui Margaritis Schinas, vicepreședinte al Comisiei Europene. Cu acest prilej, proiectului Via Transilvanica i s-a decernat Premiul Publicului, în urma voturilor a 27.000 de cetățeni europeni și din alte țări.
În primul an, după inaugurarea întregului traseu, pe Via Transilvanica au drumețit peste 5.000 de persoane, dintre care peste 70 au parcurs întregul traseu, între Putna și Turnu Severin. Numeroși alți iubitori de mișcare în aer liber au parcurs parțial sau integral traseul Via Transilvanica pe bicicletă, unii dintre ei pe biciclete electrice. Vloggerul Costi Plămădeală (SunChase Journey) a parcurs, în toamna anului 2023, traseul de la Putna la Turnu Severin, pe un monociclu electric, reîncărcarea bateriei electrice făcând-o seara de la bateriile montate pe autorulota / camping-carul, prevăzut(ă) cu panouri solare fotovoltaice, condus(ă) de soția sa, Luminița, pe șoselele din zonele apropiate de traseul Via Transilvanica.
În anul 2024, pe Via Transilvanica, au drumețit peste 30.000 de persoane.

### Extinderea traseului Via Transilvanica

#### Terra Borza Teutonica
Asociația Tășuleasa Social dorește să extindă Via Transilvanica prin toate regiunile istorice ale țării, potrivit unui plan de 20 de ani.
Noul segment, denumit Terra Borza Teutonica / Țara Bârsei Teutonica, se întinde prin județul Brașov și are lungimea de 172 de kilometri. Lucrările au început la Viscri, pe data de 28 martie 2025, când a fost montată prima bornă kilometrică de andezit de pe noul segment. Acest nou segment leagă localitățile Viscri, Bunești, Jibert, Șoarș, Ticușu, Mândra, Șercaia, Șinca, Șinca Nouă, Poiana Mărului, Zărnești, Moieciu, Bran, Râșnov, Brașov.
Ambasador al acestui tronson a fost numită actrița  și regizoarea Dana Rogoz.
Noul traseu a fost inaugurat la 5 iunie 2025.

## Traseu

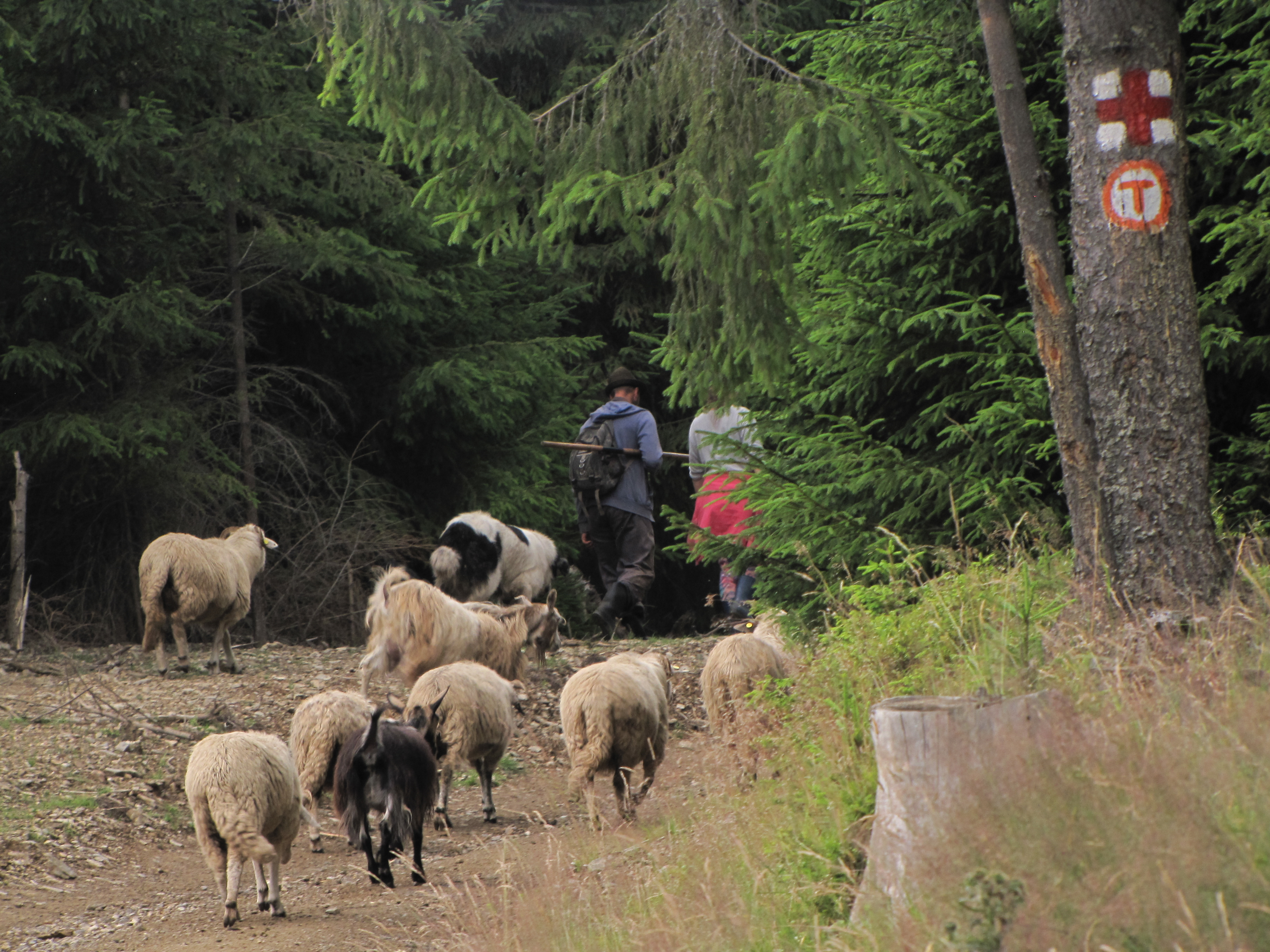
Via Transilvanica - Bucovina

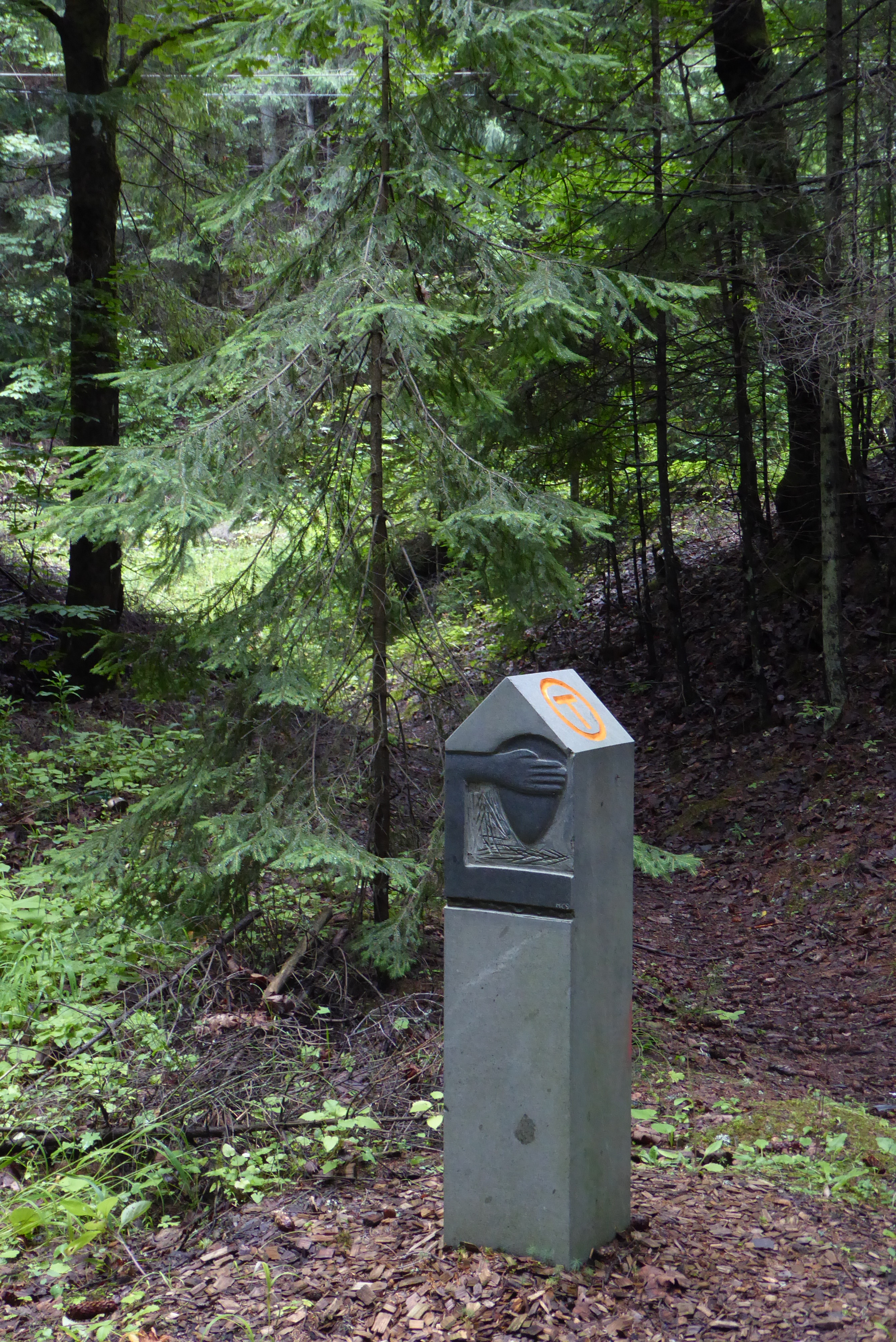
Piatră kilometrică de andezit, de pe Via Transilvanica

Via Transilvanica este împărțită în șapte regiuni istoric‑culturale: Bucovina, Ținutul de Sus, Terra Siculorum, Terra Saxonum, Terra Dacica, Terra Banatica și Terra Romana. Traseul se mai împarte și în cele zece județe pe care le străbate: Suceava, Bistrița‑Năsăud, Mureș, Harghita, Brașov, Sibiu, Alba, Hunedoara, Caraș-Severin și Mehedinți.
Drumul este marcat cu semne pictate pe lemn sau piatră în culorile specifice: portocaliu și alb (săgeată portocalie pentru direcția Turnu Severin și albă pentru direcția Putna). Marcajul specific este un „T” portocaliu într‑un cerc de aceeași culoare pe un fundal alb. La fiecare kilometru sunt fixate borne mari de andezit de câte 260 kilograme, adevărate opere de artă, fiecare purtând sculpturi realizate de artiști plastici din Iași, Cluj, Timișoara și Bulgaria.
Prin lungimea sa de 1.428 de kilometri, jalonată la fiecare kilometru de câte un pilon de andezit, fiecare dintre acești piloni purtând câte o operă de artă sculptată unică, Via Transilvanica a devenit, se pare, cea mai lungă galerie de artă din lume.
Este de remarcat faptul că unele dintre sectoarele traseului Via Transilvanica sunt comune cu unele sectoare ale traseului Via Mariae. Pe aceste sectoare, pietrele kilometrice de andezit sunt comune  celor două trasee de drumeții, Via Transilvanica și Via Mariae.
La jumătatea lunii septembrie 2023, a început numerotarea pilonilor kilometrici (prin sablare), în ordinea așezării lor de-a lungul întregului traseu Via Transilvanica. Se peconizează ca numerotarea pilonilor să dureze circa 3 - 4 ani.
| # | Numele secțiunii | Atracții majore                                                                      | Lungime |
| - | ---------------- | ------------------------------------------------------------------------------------ | ------- |
| 1 | Bucovina         | Putna, Sucevița, Vatra Moldoviței, Vatra Dornei, Poiana Stampei                      | 136 km  |
| 2 | Ținutul de Sus   | Poiana Stampei, Pasul Tihuța, Bistrița, Câmpu Cetății                                | 277 km  |
| 3 | Terra Siculorum  | Câmpu Cetății, Sovata, Praid, Archita                                                | 157 km  |
| 4 | Terra Saxonum    | Archita, Sighișoara, Mediaș, Bazna, Micăsasa                                         | 201 km  |
| 5 | Terra Dacica     | Micăsasa, Blaj, Alba Iulia, Sarmizegetusa Regia, Ulpia Traiana Sarmizegetusa, Bucova | 290 km  |
| 6 | Terra Banatica   | Bucova, Caransebeș, Reșița, Prigor, Parcul Național Domogled - Valea Cernei          | 232 km  |
| 7 | Terra Romana     | Parcul Național Domogled - Valea Cernei, Drobeta-Turnu Severin                       | 135 km  |

## Maratonul Via Transilvanica
Maratonul Via Transilvanica este o competiție sportivă care se desfășoară pe un segment al traseului de drumeție cu același nume.
La 19 iunie 2021 a fost organizat, prima oară, Maratonul Via Transilvanica, iar sâmbătă, 26 august 2023, a fost organizată cea de-a doua ediție a competiției. Au avut loc probe de mountain bike (MTB), maraton, semimaraton, cros și drumeție. Punctul de pornire al probelor este la kilometrul 0 (zero) al traseului Via Transilvanica, aflat la Asociația Tășuleasa Social.

## Galerie de imagini

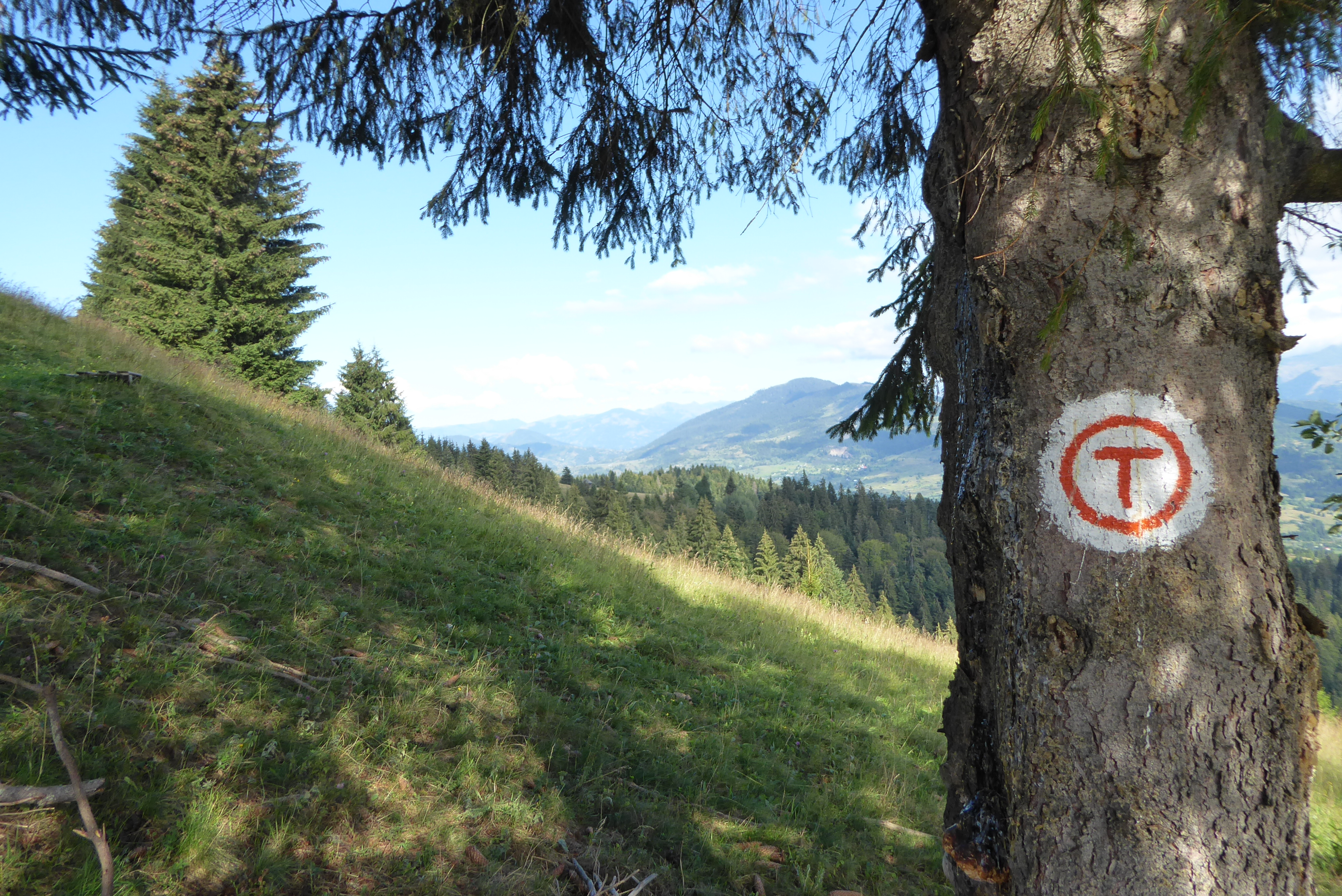
Marcaj al traseului de drumeții de lungă distanță Via Transilvanica
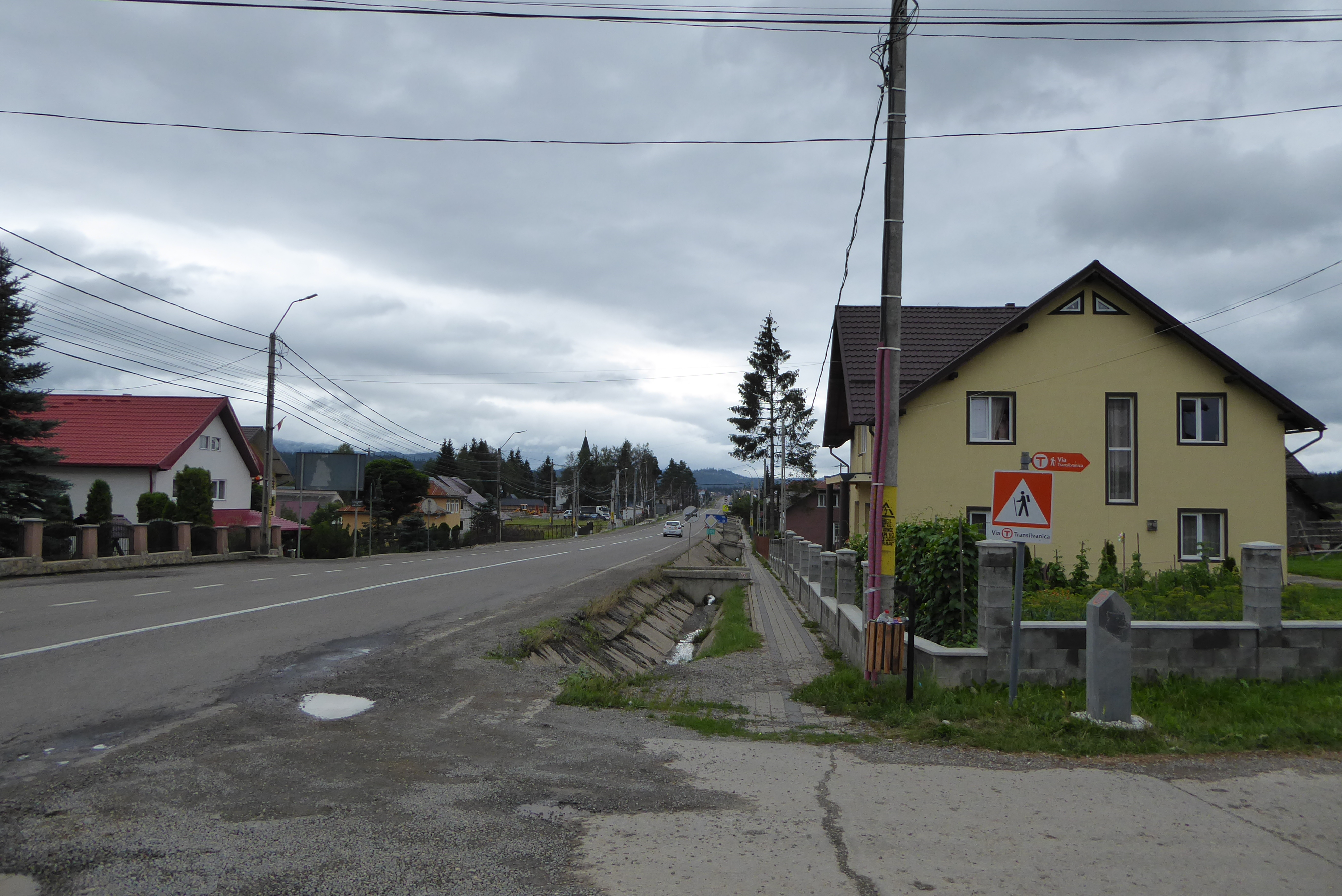
Marcaje ale traseului de drumeții de lungă distanță Via Transilvanica
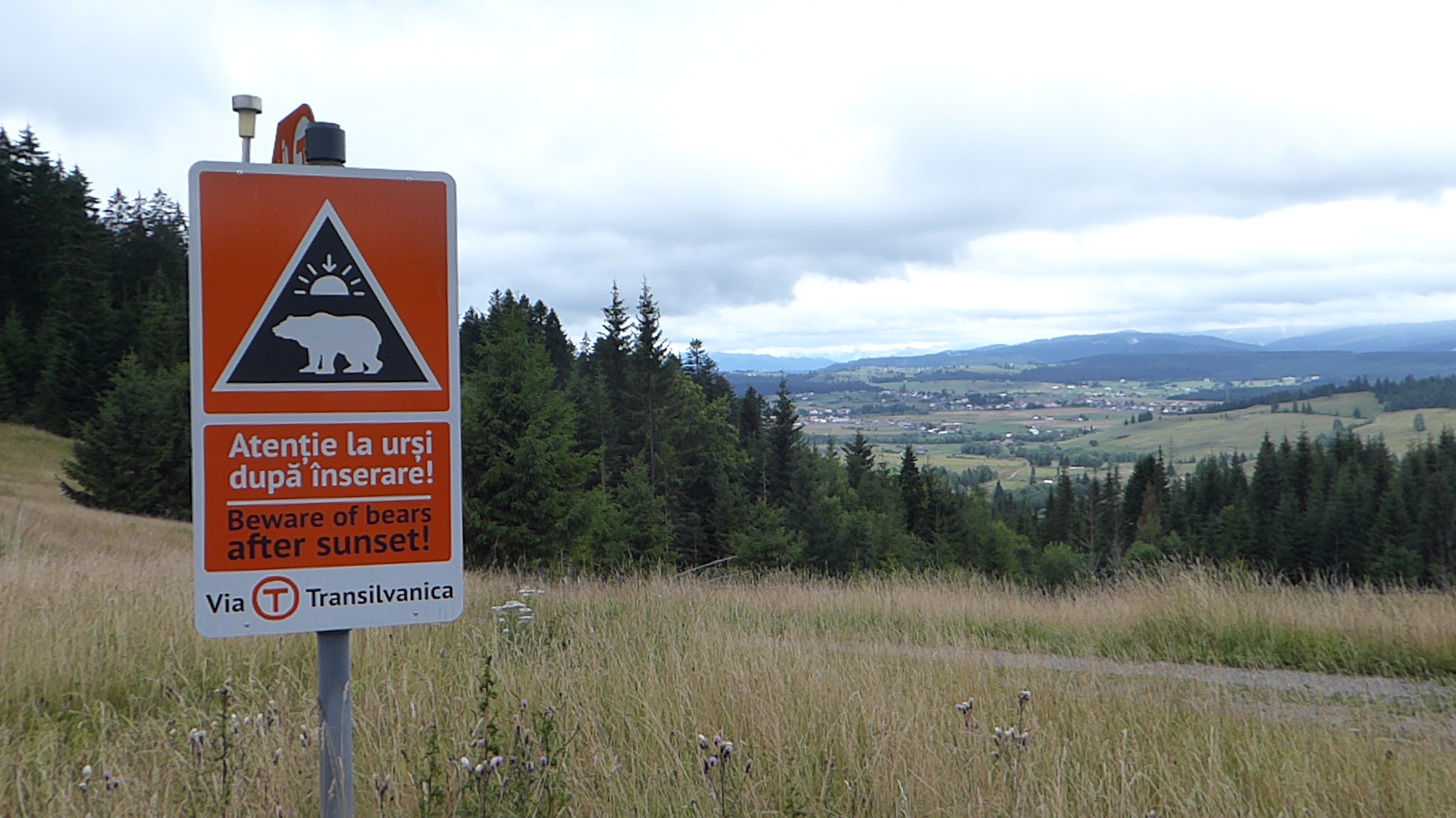
Marcaj al traseului de drumeții de lungă distanță Via Transilvanica, cu avertizare privind posibila prezență a urșilor
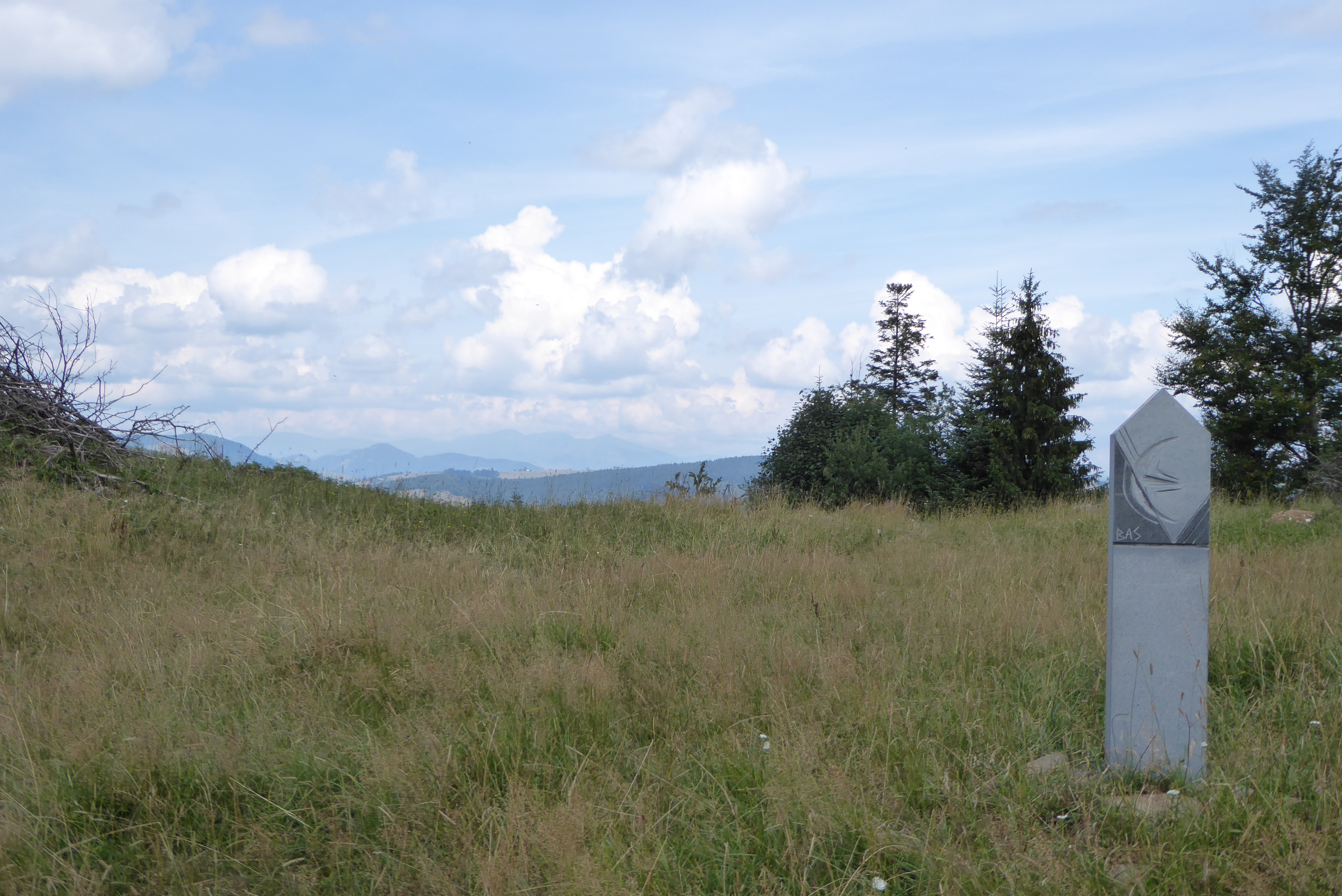
Bornă kilometrică de andezit, marcaj al traseului de drumeții de lungă distanță Via Transilvanica
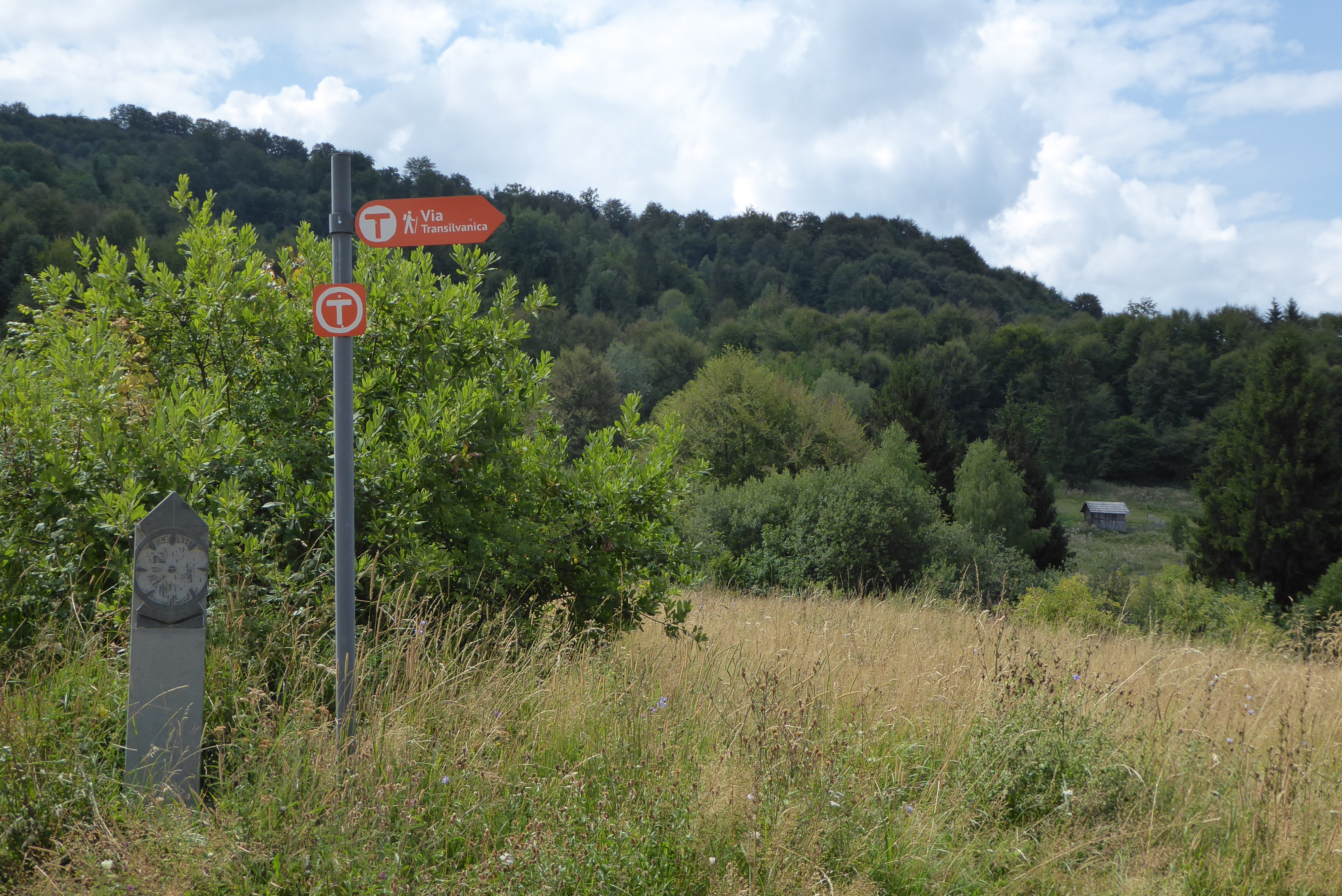
Bornă kilometrică de andezit și marcaje ale traseului
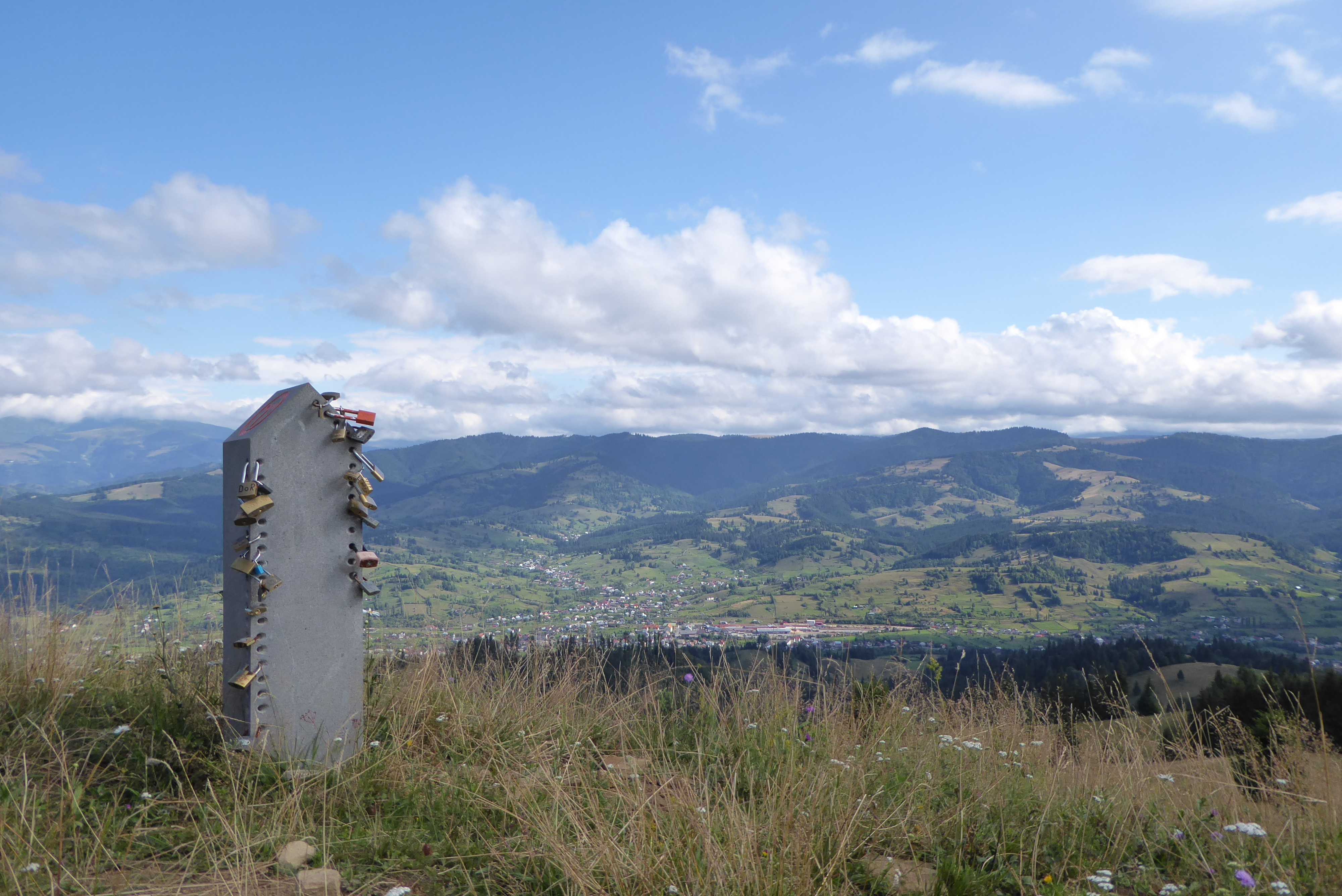
Bornă kilometrică purtând lacăte de dragoste, la Lunca Ilvei